# شوح كلوي الحراشف
شوح كلوي الحراشف (الاسم العلمي:Abies nephrolepis) هو نوع من النباتات يتبع جنس الشوح من الفصيلة الصنوبرية.